# Mistassinisee
Der Mistassinisee (französisch: Lac Mistassini; englisch Lake Mistassini) ist mit einer Wasserfläche von 2164 km² das größte natürliche Gewässer der kanadischen Provinz Québec.
Die Gesamtfläche einschließlich Inseln beträgt 2335 km².
Der Süßwassersee befindet sich im südlichen Teil Québecs in einer wald- und wasserreichen Region, die mit Ausnahme der kleinen Ortschaft Mistissini (Baie-du-Poste; rund 3.500 Einwohner), die am südlichen Ende des Sees liegt, vollkommen unbewohnt ist.
Der See hat eine Länge von 161 km, ist 19 km breit und wird in Längsrichtung von einer Inselkette durchzogen, die ihn beinahe in zwei Hälften teilt. Im Zentrum hat er auf der Westseite, an der sich viele sehr kleine Seen unmittelbar an den Mistassinisee anschließen, keine klare Grenze. Er fließt dort über den Rivière Rupert in die James Bay ab.
Der Name des Sees leitet sich von der Sprache der Ureinwohner, den Cree, ab und bedeutet „Großer Fels“.
Der kanadische Autor und Regisseur Boyce Richardson führte im Jahre 1974 Regie in einem vom National Film Board of Canada produzierten 57-minütigen Film über die Ureinwohner Cree Hunters of the Mistassini.

## Zuflüsse
- Rivière Chalifour
- Rivière Pépeshquasati
- Rivière Takwa
- Abfluss des Lac Albanel, der vom Rivière Témiscamie gespeist wird
- Rivière Wabissinane

## Inseln
- Île Montpetit
- Île Manitounouc
- Île André-Michaux
- Île Marie-Victorin
- Île Dablon
- Île Guillaume-Couture
- Île Lemoine
- Île de la Passe
- Île Tchapahipane – 30 km lange Insel, längste Insel der Inselkette längs des Sees
- Île Pahipanouk
- Île Rouleau – im Süden des Sees gelegen, bildet den Zentralberg eines Impaktkraters

## Halbinseln
- Presqu'île Abatagouche – im Süden der Inselkette
- Péninsule Ouachimiscau – im Norden der Inselkette, 22 km lang